# Woronieżskaja
Woronieżskaja (ros. Воронежская) – stanica w Rosji, w Kraju Krasnodarskim, w rejonie ust-łabińskim. W 2010 liczyła 8562 mieszkańców.